# Dragon Ball Z: Ultimate Battle 22
Dragon Ball Z: Ultimate Battle 22 (ドラゴンボールZ アルティメイトバトル22?, Doragon Bōru Zetto Arutimeito Batoru Towintetzū) è un videogioco picchiaduro basato sull'anime Dragon Ball Z. È stato distribuito nel 1995 in Giappone, nel 1996 in Europa e solo nel 2003 nel Nord America.
Questo gioco per PlayStation è una combinazione di 2-D/3-D, che viene utilizzata per realizzare molti attacchi dell'anime. Il gioco è degno di nota per l'utilizzo da parte degli animatori di disegni cel, utilizzati per gli sprite dei personaggi e per le scene prima dei combattimenti, che furono una novità all'epoca della pubblicazione originale in Giappone (le scene furono rimosse dalle versioni europee e USA).
Un altro picchiaduro chiamato Dragon Ball Z: Shin Butôden fu distribuito nello stesso periodo per il Sega Saturn, ma non ha mai avuto una distribuzione americana o europea.
Quando Ultimate Battle 22 fu ufficialmente distribuito in Nord America dopo otto anni da Infogrames, non fu prodotta alcuna traccia audio per il doppiaggio inglese e le scene prima dei combattimenti furono rimosse.

## Personaggi giocabili
Nel gioco sono disponibili 22 personaggi giocabili costituiti da:
- Super Goku[N 1]
- Gohan[N 2]
- Goten[N 3]
- Little Trunks[N 4]
- Gotrunks[N 5]
- Super Trunks[N 6]
- Piccolo[N 7]
- Krilin
- Ten Chin Han
- Great Saiyaman[N 8]
- Kaioshin[N 9]
- Vegeta
- Zarbon[N 10]
- Likum[N 11]
- Genious[N 12]
- Frieza[N 13]
- C 18
- C 16
- Cell
- Dabura[N 14]
- Majin Boo[N 15]
- Super Bou[N 16]

Oltre a questi 22 personaggi, se ne possono sbloccare altri 5 (per un totale di 27) mediante l'inserimento alla schermata di titolo di un trucco. Questo trucco farà partire una nuova sequenza animata (che mostra tali giocatori) e modifica la schermata di titolo del gioco in Dragon Ball Z: Ultimate Battle 27.
I 5 personaggi sbloccabili sono:
- Genius Turtle[N 17]
- Goku[N 18]
- Mega Goku[N 19]
- Gogeta[N 20]
- Mr Satan

## Doppiaggio
| Personaggio   | Doppiatore                  |
| ------------- | --------------------------- |
| Goku          | Masako Nozawa               |
| Super Goku    | Masako Nozawa               |
| Gohan         | Masako Nozawa               |
| Goten         | Masako Nozawa               |
| Piccolo       | Toshio Furukawa             |
| Little Trunks | Takeshi Kusao               |
| Gotrunks      | Masako Nozawa Takeshi Kusao |
| Vegeta        | Ryô Horikawa                |
| Gogeta        | Masako Nozawa Ryô Horikawa  |
| Kaioshin      | Yûji Mitsuya                |
| Genius Turtle | Kôhei Miyauchi              |
| Ten Chin Han  | Hirotaka Suzuoki            |
| Presentatore  | Hirotaka Suzuoki            |
| Krilin        | Mayumi Tanaka               |
| C 16          | Hikaru Midorikawa           |
| C 18          | Miki Itô                    |
| Oolon         | Naoki Tatsuta               |
| Plume         | Naoko Watanabe              |
| Mr Satan      | Daisuke Gôri                |
| Cell          | Norio Wakamoto              |
| Frieza        | Ryûsei Nakao                |
| Genious       | Hideyuki Hori               |
| Zarbon        | Syô Hayami                  |
| Dabura        | Ryûzaburô Ôtomo             |
| Likum         | Kenji Utsumi                |
| Majin Bou     | Kôzô Shioya                 |
| Super Bou     | Kôzô Shioya                 |

## Accoglienza
| Testata                            | Giudizio |
| ---------------------------------- | -------- |
| Metacritic (media al 01-06-2020)   | 25/100   |
| GameRankings (media al 09-12-2019) | 32.03%   |
| GameSpot                           | 1.2/10   |
| PlayStation Official Magazine      | 1/5      |
| Electronic Gaming Monthly          | 1.83/10  |

Ultimate Battle 22 è stato oggetto di un gran numero di recensioni negative in America. Questo è dovuto anche al fatto che in Nord America il gioco uscì solo nel 2003, apparendo così molto più scialbo rispetto ai titoli PlayStation 2 contemporanei come Soulcalibur II e Tekken 4.
GameSpot gli ha dato 1.2/10, definendolo "un gioco davvero, davvero terribile". X-Play ha affermato "È una perdita di tempo e di soldi".
PlayStation Official Magazine gli ha dato 1/5, il secondo punteggio più basso possibile. Electronic Gaming Monthly ha affermato che "qualcuno ha defecato in una custodia per CD (cosiddetta Jewel case) e l'ha spacciato per un gioco".
Nel complesso ha il 32% sul sito aggregatore di recensioni GameRankings.